# Mycena stylobates
Mycena stylobates es una de especie comestible de setas de la familia Mycenaceae.

## Descripción
Estos hongos se encuentran en América del Norte y Europa, producen pequeños cuerpos fructíferos blanquecinos a gris con forma de campana, de hasta 15 milímetros de diámetro. La característica distintiva de la seta es el frágil tallo, que está sentado en un disco plano. Los hongos crecen en pequeños grupos entre las hojas caídas de roble y entre otros restos, principalmente de las coníferas.